# Бычков, Виктор Алексеевич
Виктор Алексеевич Бычков (род. 17 октября 1956, Ковров) — советский и российский художник, заслуженный художник России (с 2010), член Союза художников России (с 1991), член-корреспондент Российской академии художеств (с 2012).

## Биография
Родился 17 октября 1956 года в Коврове, во Владимирской области.
Окончил Ивановское художественное училище после чего в 1983 году окончил три курса Ленинградского педагогического института имени Герцена.
В 1988 году окончил Ленинградский Ордена Трудового Красного Знамени институт живописи, скульптуры и архитектуры имени И. Е. Репина (мастерская В. В. Соколова). В 1994 году окончил курс (аспирантуру) в творческой мастерской при Академии художеств России в городе Казани под руководством народного художника СССР Х. А. Якупова.
В 1991 году был принят в члены Союза художников России.
В 2006 году был одним из организаторов создания в родном Коврове детской художественной школы.
С 2012 года — член Петровской академии науки и искусств.

## Творчество
Участник групповых, областных, зональных, республиканских, региональных, всесоюзных, всероссийских и международных художественных выставок.
Картины художника находятся в Научно-исследовательском музее Российской академии художеств, Государственном Владимиро-Суздальском историко-архитектурном и художественном музее-заповеднике, Государственном музее изобразительных искусств Республики Татарстан, Ивановском областном художественном музее, Муромском историко-художественном музее, Ковровском историко-мемориальном музее, Республиканском государственном художественном музее Марийской республики и ряде других государственных и частных собраниях России и зарубежья.
Копия картины «Нашествие» (150 х 200) в 2002 году была специально написана для Владимира Путина.
персональные выставки
- 2016 «Притяжение Родины» (14 октября — 7 ноября, Владимир, юбилейная, к 60-летию художника)[4]
- 2016 (ноябрь 2015 — 30 января 2016, Владимир, Областная администрация)
- 2012 «Русь современная» (15 марта—14 апреля, галерея «ТНК Арт»[5])
- 2007 «Прости нас, русская деревня» (5 — 30 октября, Владимир, Центр изобразительного искусства[6])

## Награды
- Серебряная медаль «Духовность. Традиции. Мастерство» ВТОО «Союз художников России» (2016[7], «за сохранение духовности и традиции России»)
- Почётная грамота Государственного бюджетного учреждения «Московский дом национальностей» (2016)
- Звание Заслуженный художник Российской Федерации (2010)
- Дипломант премии «Человек года» (2007, Ковров)
- Диплом ВТОО «Союз художников России» (2005)
- Диплом Российского комитета защиты мира (2005)
- Благодарственное письмо администрации Владимирской области (2005)
- Почётная грамота администрации Владимирской области (2004)
- Лауреат областной премии в области культуры, искусства и литературы (1996)